# NHKみんなのうた 60 アニバーサリー・ベスト 〜私と小鳥と鈴と〜
『NHKみんなのうた 60 アニバーサリー・ベスト 〜私と小鳥と鈴と〜』（エヌエイチケーみんなのうた ろくじゅう アニバーサリー・ベスト わたしとことりとすずと）は、2021年5月19日に発売された、NHKの音楽番組『みんなのうた』の放送開始60周年記念ベスト・アルバムのシリーズ。

## 概要
- 本作は、ビクターエンタテインメントから発売された。
- 規格商品番号は、VICL-65498。
- ジャケット写真の色は、ピンク。
- ジャケット写真の楽曲映像のアートワークは、以下の通り。
  - 1976年8月・9月放送「はじめての僕デス」
  - 1988年4月・5月放送「宇宙はたのしいフェスティバル」
  - 2006年12月・2007年1月放送「私と小鳥と鈴と」
  - 2016年2月・3月放送「かんがえがあるカンガルー」
  - 2018年4月・5月放送「窓」

## 収録曲
- 1.夏の思い出 / 高木淑子、ヴォーチェ・アンジェリカ
- 2.手のひらを太陽に / 宮城まり子、ビクター少年合唱団
- 3.大きな古時計 / 立川澄人、長門美保歌劇団児童合唱部
- 4.雨の遊園地 / 中尾ミエ
- 5.ペチカ / 東京放送児童合唱団
- 6.てんさぐの花 / 中村浩子、杉並児童合唱団
- 7.ねこの子もりうた / 伊藤アイコ
- 8.ゆりかごのうた / ボニージャックス
- 9.こもりうた / 伊藤京子、萩野新助
- 10.ぼくの海 / 佐良直美
- 11.この広い野原いっぱい / 森山良子
- 12.春のゆくえ / 桜田淳子
- 13.はじめての僕デス / 宮本浩次
- 14.切手のないおくりもの / 財津和夫
- 15.アヒルと少女 / 小鳩くるみ、少年少女合唱団みずうみ
- 16.クマのぬいぐるみ / 吉岡雄介
- 17.地球はみんなの大合唱 / 杉並児童合唱団
- 18.宇宙はたのしいフェスティバル / チェリッシュ
- 19.一円玉の旅がらす / 晴山さおり
- 20.花になる / 夏川りみ
- 21.21世紀の君たちへ 〜A song for children〜 / さだまさし
- 22.私と小鳥と鈴と / 新垣勉
- 23.かんがえがあるカンガルー / 岸田繁
- 24.窓 / 薬師丸ひろ子